# Cold Spring Harbor (Album)
Cold Spring Harbor ist das erste Soloalbum des US-amerikanischen Musikers Billy Joel. Es erschien im November 1971. Der Titel der Platte bezieht sich auf Cold Spring Harbor, eine kleine Gemeinde an der Nordküste von Long Island in der Nähe von Joels Heimatstadt Levittown. 

## Hintergrund
Joel hatte bereits zuvor verschiedene Alben mit den Bands The Hassles und Attila veröffentlicht, als mit Cold Spring Harbor sein erstes Soloalbum erschien. Die Platte wurde im November 1971 vom Label Family Productions veröffentlicht. Durch einen Fehler beim Mastering wurden die Titel auf der LP allerdings in zu hoher Geschwindigkeit veröffentlicht, ein Fehler, der erst 1983 behoben wurde, als Artie Ripp, Besitzer von Family Productions, eine Neuauflage des Albums ohne die Mitarbeit Joels bei dessen späterem Label Columbia Records veröffentlichte.
Ripp hatte den unbekannten Künstler 1971 für zehn Veröffentlichungen unter Vertrag genommen. Nach der Veröffentlichung von Cold Spring Harbor versuchte Joel, den Vertrag mit Family Productions zu lösen. Zwar wechselte er 1972 das Musiklabel, doch Ripp erhielt bis zur Veröffentlichung des zehnten Albums des Künstlers weiterhin Tantiemen. In der anschließend erschienenen Neuauflage von Cold Spring Harbor verzichtete der Produzent auf einen Teil der ursprünglichen Orchesteruntermalung und ersetzte diese durch von Mike McGee eingespielte Schlagzeug-Takte und einer neuen Keyboard-Untermalung, um dem Album eine neue Erscheinung zu geben. Der damals beteiligte Techniker soll jedoch mit dem Ergebnis so unzufrieden gewesen sein, dass er seine Namensnennung auf dem Album verweigerte und aus diesem Grund Ripp als Techniker angegeben ist.

## Veröffentlichung
Nach seiner Veröffentlichung war Cold Spring Harbor, auch bedingt durch seine schlechte Abmischung, ein Misserfolg, woraufhin Joel versuchte, sich von seinem Plattenlabel zu trennen. Während Joel nach eigenen Angaben unter dem Pseudonym „Bill Martin“ in verschiedenen Bars musizierte, versuchte seine neue Agentur Columbia Records, den Vertrag mit Family Productions zu lösen, was schließlich 1972 gelang.
Auch die Neuauflage des Albums aus dem Jahr 1982 war nur bedingt erfolgreich und belegte den 158. Platz in den US-Album-Charts.

## Titelliste
Alle Songs wurden von Billy Joel geschrieben. 
1. She's Got a Way – 2:40/2:49
2. You Can Make Me Free – 5:40/2:56
3. Everybody Loves You Now – 2:40/2:48
4. Why Judy Why – 2:46/2:56
5. Falling of the Rain – 2:24/2:38
6. Turn Around – 3:20/3:04
7. You Look So Good to Me – 2:26/2:27
8. Tomorrow Is Today – 4:47/4:40
9. Nocturne – 2:37/2:46
10. Got to Begin Again – 2:47/2:49

Zeitangaben: Original-LP/Neuauflage